# 楽進
楽 進（がく しん、生年不詳 - 218年）は、中国後漢末期の武将。字は文謙。兗州陽平郡衛国県（現在の河南省濮陽市清豊県）の人。子は楽綝。孫は楽肇。『三国志』魏志「張楽于張徐伝」に伝がある。

## 生涯

### 一番乗りの勇将
小柄な体格だが激しい胆気を持ち、曹操が董卓に反抗して挙兵すると、その下へ馳せ参じた。曹操は当初、楽進を武将ではなく帳下の吏（記録係）として用いていた。あるとき楽進を出身郡へ帰らせて兵を集めさせたところ、楽進は1000もの兵を引き連れ帰還してきたという。これにより曹操は楽進を武将として起用することにし、軍の仮司馬・陥陣都尉に任命した。
濮陽での呂布・雍丘での張超・苦での橋蕤（袁術軍の部将）との戦いでは、いずれも一番乗りとしての戦功を立て、広昌亭侯に封ぜられた。
建安3年（198年）、安衆での張繡戦・下邳の呂布包囲戦では、別将を破った。
翌4年（199年）、射犬での眭固攻撃・小沛での劉備攻撃にも従軍し、全てを討ち破って討寇校尉に任ぜられた。
翌5年（200年）、官渡の戦いでは黄河を渡り、于禁と共に歩・騎兵5000人を指揮して袁紹の別営を攻撃し、延津から西南の汲・獲嘉の二県にあった袁紹の別陣30余箇所を焼き払い、数千の兵を討ち取り、数千の兵を捕虜とし、将軍の何茂・王摩ら20余人を降伏させた（「于禁伝」）。官渡に帰還した後も勇戦し、烏巣では淳于瓊を斬り、兵糧を絶った。
建安7年（202年）9月、袁譚・袁尚兄弟との戦いにも従軍し、黎陽では袁尚軍の大将厳敬を斬り、これにより行游撃将軍に任ぜられた。
翌8年（203年）、曹操は3月に黎陽から逃走した袁兄弟を4月に鄴城に追い詰めた後、5月に一度許都に帰還した。楽進は張遼と共に陰安を落とし、住民を河南に移した（「張遼伝」）。その後、別働隊を率いて黄巾の残党を打ち破り、楽安郡を平定した。
翌9年（204年）正月、鄴城包囲の軍に従軍した。8月に鄴城は陥落した。
翌10年（205年）正月、南皮の袁譚を攻め、東門へ一番乗りとして突入した。袁譚撃破後は、張郃と共に（「張郃伝」）別働隊を指揮して雍奴を攻撃し打ち破った。
同年8月、曹操が烏桓を征討した隙に并州の高幹が反逆すると、楽進は李典とともに別働隊の指揮を執り北道から上党郡に入り、道を迂回して高幹の背後に出た。高幹がこれを受けて壷関に引き揚げると、楽進は連戦して高幹の兵を斬首した。しかし、高幹は壷関に引き籠って堅守し降伏しなかった。
翌11年（206年）正月、曹操が自ら高幹を征討して三カ月後に、曹仁の策でようやく陥落させることができた（「曹仁伝」）。曹操が朝廷に楽進・于禁・張遼の栄誉を称えてこれを上奏すると、楽進は折衝将軍に封じられた。
同年8月、曹操が淳于に布陣すると、楽進は李典とともに海賊の管承を攻撃した。管承が敗れて海島に逃げ込んだため、海岸付近は平定された。
当時、楽進は于禁・張遼・張郃・徐晃と共に名将と謳われており、曹操が征伐に出る度に五人が交代で、進攻のときは先鋒となり、撤退のときは殿軍となっていた（「于禁伝」）。

### 守りの要
荊州の劉表からの攻撃に備え、楽進は陽翟に派遣された。于禁が潁陰に、張遼が長社に派遣されていたため、三人がいがみ合うことがあったが、参軍の趙儼のおかげで統制された（「趙儼伝」）。
建安13年（208年）7月、曹操の劉表征伐に従軍して荊州を平定し、楽進を州治の襄陽に駐屯させた。楽進は関羽・蘇非らを攻撃して敗走させ、南郡の山谷に蛮居していた異民族を降伏させた。また、劉備の任命した臨沮県長の杜普や旌陽県長の梁大を征伐し、大いに破った。「文聘伝」には、尋口において文聘と共に関羽を討ったとある。
建安17年（212年）、劉備が劉璋へ告げた内容には「関羽は青泥で楽進と対峙しており、自らが救援にいかねば楽進が大勝し、張魯を上回る脅威になる」と述べられている。
建安18年（213年）、曹操の孫権征伐に従軍すると、仮節となった。曹操は帰還する際、楽進を張遼・李典と共に合肥へ駐屯させ、敵軍の侵攻を防がせた。建安18年（214年）、楽進は城の守りを担当し、500戸を加増され1200戸の領邑を領すようになった。
建安20年（215年）、合肥城が包囲された時（合肥の戦い）は、李典の説得で日頃の不仲を忘れて互いに協力した（「李典伝」）。張遼と李典が決死隊を指揮して城外に出撃したため、楽進は薛悌と城の守備を担当した。孫権が撤退すると、楽進は張遼らと共にこれを追撃した（「張遼伝」）。
しばしばの功績によって、500戸を分割し1子を列侯に立てることが許され、右将軍に昇進した。この時、夏侯惇は曹操からの「不臣の礼」により前将軍となっていなかったため、右将軍の楽進は左将軍の于禁と並び、魏の将軍として筆頭の地位にあった。
建安23年（218年）、死去し、威侯と諡された。子が後を継いだ。
正始4年（243年）秋7月、曹芳（斉王）は詔勅を下し、曹操の廟庭に功臣20人を祭った。その中には楽進も含まれている（「斉王紀」）。

## 評価
陳寿は、曹操在世時に最も功績があった将軍として、張遼・楽進・于禁・張郃・徐晃を一つの巻に収録しており、楽進はその二番目に位置付けられている。楽進は驍勇果断で名を顕したと評している一方で、張遼や徐晃のようにその評判を裏付ける詳細な記述が無いのは、記録漏れがあったからだろうと述べている。
『魏書』は、楽進が行軍の中から抜擢され、佐命立功して名将となったことを、曹操の人物眼が優れていたことの例えとして挙げている。

## 演義の楽進
小説『三国志演義』では先登や別働の描写も少なく、関羽戦など幾つもの功績が無くなっている代わりに、弓を得意とする武将として描かれている。濮陽の地で呂布軍と戦った時には成廉を射殺し、また南皮での袁譚との戦いでは郭図を射殺している。濡須口の戦いでは凌統と一騎討ちを行ない、数十合の討ち合いを展開するが、その最中に甘寧の矢を顔に受け矢傷を負ってしまう。その後は登場しない。